# Сантарка
Сантарка (укр. Сантарка) — село на Украине, основано в 1880 году, находится в Коростенском районе Житомирской области.
Код КОАТУУ — 1822386008. Население по переписи 2001 года составляет 268 человек. Почтовый индекс — 11571. Телефонный код — 4142. Занимает площадь 0,948 км².

## Адрес местного совета
11571, Житомирская область, Коростенский р-н, с.Ушомир, ул.Березюка, 17